# فرودگاه زرین‌شهر
فرودگاه زرین‌شهر فرودگاهی در زرین‌شهر در شهرستان لنجان استان اصفهان است.